# Sv. Pavel (Velázquez)
Sveti Pavel (špansko San Pablo) je slika Diega Velázqueza, ki je v Museu Nacional d'Art de Catalunya v Barceloni, Španija. Delo je nastalo okrog leta 1619 v zgodnji fazi Velázquezove umetniške kariere, preden se je preselil v Madrid. Na tej stopnji Velazquezove kariere je nanj močno vplival Caravaggio. Na sliki sveti Pavel sedi in drži knjigo, ki se običajno imenuje velika evangelijska knjiga.

## Opis slike
Slika je nastala v olju na platnu. Umetnik iz Sevilje razkriva svoje portretno mojstrstvo v podobi človeka, ujetega neposredno iz narave in zavitega v široko ogrinjalo, v katerem so gube skoraj kiparske. Dramatična osvetlitev, ki poudari figuro v reliefu na temnem ozadju, je slog, podedovan od tenebrizma, tako kot barve v zemeljskih odtenkih, ki jih običajno uporablja Velázquez. Gledalcu predstavljajo naravno in pristno upodobitev figure. Svetnik sedi na kamnitem podstavku, ki se zliva z ozadjem. Prsti leve roke držijo debelo knjigo. Morda zato, da bi prikril svoje omejitve, je Velázquez pod njene gube skril noge in večino rok.
Po mnenju Joséja López-Reya je glava svetega Pavla »ostro narisana«, sama podoba pa je »nekoliko podrgnjena in zatemnjena«, slog, značilen za Velázquezova zgodnja dela.
Po Novi zavezi je Pavel potoval v Damask, ko je zagledal žarek svetlobe in obiskal ga je Jezus ter ga oslepil. Tri dni pozneje je Pavel spet spregledal in začel ljudem oznanjati krščanstvo. Na tej sliki je sveti Pavel upodobljen v veliki rjavi obleki, ki simbolizira njegovo romanje iz Svete dežele v Damask. Ohlapno in debelo ogrinjalo vsebuje številne gube, ki nakazujejo težo tkanine, ki se prekriva rdečkasto/rjavo tuniko. Sveti Pavel je običajno narisan s zoženo brado, rjavimi lasmi in plešastim čelom, kar pomeni veliko modrost in učenost. Vendar pa Velázquezova podoba prikazuje svetega Pavla s črnimi lasmi, ki imajo v sebi pridih sive barve, kar je zelo nenavaden atribut za to osebo. Velázquezova podoba svetega Pavla ima prazen pogled, kar se morda nanaša na njegovo izgubo vida iz legende.
Besedilo v zgornjem levem kotu identificira figuro kot S. PAVLVS (kar v latinščini pomeni 'sveti Pavel'). Upodobljen je brez meča, njegovega edinega znanega atributa. (Če sveti Pavel ne drži knjige, je bolj mračno predstavljen z odrezano glavo in mečem, ki ga je ubil, kar prikazuje njegovo mučeništvo.) Žareča avra ali svetniški sij okoli glave figure simbolizira, da ima občutek svetosti in je bil kanoniziran kot svetnik. Čeprav je avra svetosti temu primerna, delo spominja tudi na intelektualne filozofe, ki jih je naslikal José de Ribera. Velázquez je odstopil od tradicionalne upodobitve svetega Pavla tako, da ga je narisal s knjigo. Evangelij, ki ga drži sveti Pavel, simbolizira, da je ta lik apostol in je imel velik vpliv na širjenje krščanske vere.

## Zgodovina
Sveti Pavel je bil naslikan okoli leta 1619, preden je Velázquez leta 1623 zapustil Seviljo in postal dvorni slikar španskega kralja Filipa IV. Leta 1921 je August Mayer prepoznal sliko kot delo Velázqueza. Ta podoba in podoba svetega Tomaža (Musée des Beaux-Arts d'Orléans), prav tako Velázqueza, naj bi bili prvotno shranjeni v kartuzijanskem samostanu Las Cuevas v Sevilji. Umetnostni zgodovinar Xavier Bray pravi, da sta sliki, ki sta si podobni po dimenzijah, morda del serije portretov dvanajstih apostolov, ki jih je Velázquez naslikal, ko je še živel v Sevilji, ostali pa so izgubljeni.
V Velázquezovih zgodnjih slikarskih letih je nanj močno vplival Caravaggio in slika sv. Pavla »velja za ključno delo za razumevanje vpliva Caravaggiovega slikovnega realizma v Španiji.«

## Slog
Mladi Velázquez je uporabil vplive klasične literature svojega časa, kot je El Lazarillo de Tormes, pa tudi lepote svoje domovine. Ko je njegova kariera rasla, je še naprej uporabljal barve in predmete, ki jih je našel v naravi. Želel je doseči, da bi ljudje njegove izbrane predmete videli tako, kot se mu zdijo, zato je svoje figure predstavil realistično in s »kakovostjo nesmrtne svežine«.
Velázquez je bil vedno realist in je bil v mladosti pod vplivom Caravaggia in italijanskih renesančnih slikarjev. Njegova uporaba tako grobih kot gladkih potez s čopičem je po besedah Joséja López-Reya »bolj podobna Tizianu kot Caravaggiu.« Velázquez je bil nenavaden med slikarji svojega časa, saj ni skrbno načrtoval svojih kompozicij ali vnaprej ustvaril skic. Namesto tega je analiziral svoje modele in v celoti risal na oko. Ko je bil Velázquez star trideset let, je bil že dobro podkovan v realizmu in ni spreminjal sloga svojega umetniškega dela.
V zgodnji karieri je Velázquez slikal bodegone in figuralne slike. Bodegones je izraz, ki se nanaša na »hrano, pijačo ali namizno posodo«. Drugi slog so figuralne poslikave, ki jih je naredil med letoma 1618 in 1622, ki poudarjajo človeški izraz. Sveti Pavel je primer tega sloga, ki je jasen prikaz mračnega človeškega čustva. Le dvajset Velázquezovih del je bilo odkritih iz teh zgodnjih let, vendar je očitno, da je »užival v slikanju portretov«. V večini Velázquezovih zgodnjih slik je mogoče opaziti »združevalni religiozni podton«, ki prikazuje njegovo vseživljenjsko predanost katoliške vere.

## Odnos do drugih umetnin
Leta 1618 je Velázquez najel prostor v Sevilji, kjer so se po ulicah potikali prodajalci vode. Med letoma 1618 in 1620 je Velázquez naslikal sliko Vodonosec iz Sevilje. Umetnostni zgodovinar Peter Cherry meni, da je Velázquez uporabil model za to podobo, saj je Velázqueza privlačila »skromna tema«. Cherry pravi, da je figura »podobna zgodnjemu Velázquezovemu svetemu Pavlu« in meni, da je Velázquez uporabil isti model za Vodonosca iz Sevilje in sliko svetega Pavla iz leta 1619.